# 이건창 묘
이건창 묘(李建昌 墓)는 인천광역시 강화군 양도면 건평리에 위치해 있는 조선시대 후기의 문신이자 대문장가였던 영재 이건창(1852∼1898)의 묘소이다. 또한 이건창 묘는 1995년 3월 2일 인천광역시의 기념물 제29호로 지정되었다.

## 개요
조선 후기의 문신이며 대문장가였던 영재 이건창(1852∼1898)의 묘소이다. 묘는 단분(單墳)이며 특별한 장식이나 석조물이 없다. 이건창은 어렸을 때부터 강화학파의 학맥을 계승한 이시원으로부터 양명학을 바탕으로 한 충의(忠義)와 문학(文學)을 배웠다. 5살 때 문장을 구사할 만큼 재주가 뛰어나 신동이라는 말을 들었다고 한다. 고종 4년(1866) 15세의 어린 나이로 문과에 급제하였고 고종 11년(1874)에는 사신을 수행하여 기록을 맡았던 서장관에 발탁되어 크게 이름을 떨쳤다. 그 후 고종 12년(1875)에 충청도·전라도·경상도·황해도의 서쪽 지역에 파견되어 지방 관원들과 민생을 살피는 암행어사가 되었다. 또한 예문관의 벼슬을 거쳐 함경도의 경성 이북을 다스리는 안무사에 올랐다. 1894년 갑오개혁 이후로는 모든 관직을 사양하고 고향인 강화에 내려와 살다가 47세의 젊은 나이로 세상을 떠났다. 이건창은 철저한 척양척왜주의자였으며, 한말의 대문장가인 김택영이 뽑은 여한구대가(麗韓九大家)에 포함될 정도로 문장에 특출하였다. 저서로는 『명미당집(明美堂集)』·『당의통략』 등이 있다.

## 같이 보기
- 이건창

## 참고 문헌
- 이건창 묘 - 국가유산청 국가유산포털